# علیرضا منظری‌توکلی
علیرضا منظری‌توکلی ریاست دانشگاه آزاد اسلامی استان کرمان، معاون آموزش فنی و حرفه ای دانشگاه آزاد اسلامی و رئیس سازمان سما
نماینده سابق مجلس شورای اسلامی از حوزهٔ انتخابیهٔ بافت و رابر و ارزوئیه در استان کرمان است.